# Johann Conrad Schlaun

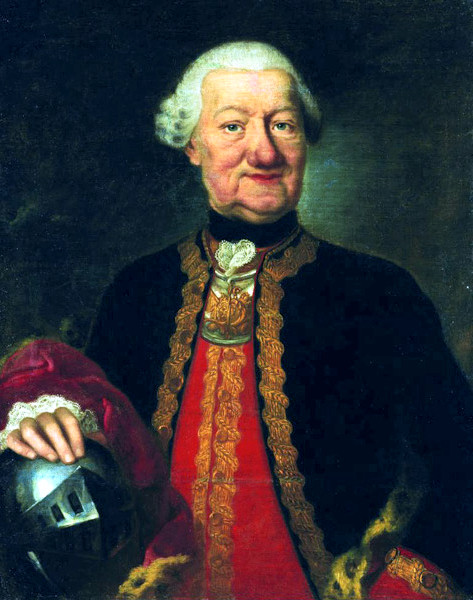
Johann Conrad Schlaun

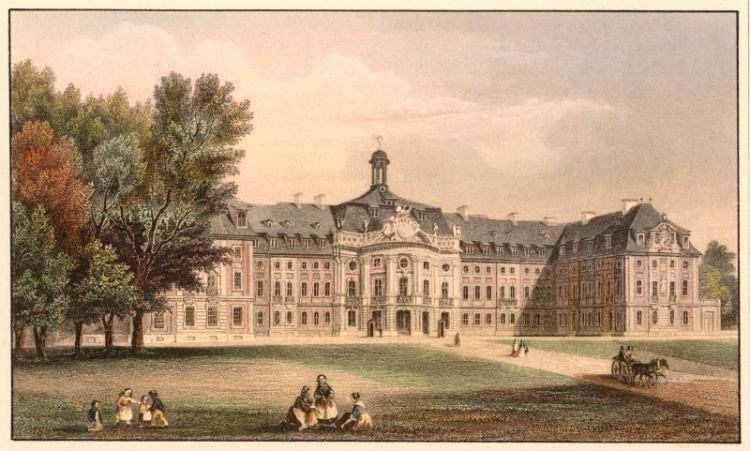
Prins-bisschoppelijk paleis in Münster

Johann Conrad Schlaun (Nörde, bij Warburg), 5 juni 1695 - Münster, 21 oktober 1773) was een Duitse architect uit de barok.
Schlaun wordt in Duitsland gezien als een van de laatste belangrijke architecten van de Duitse barok. Hij werkte voornamelijk met zandsteen en rode baksteen. Zijn bekendste gebouwen zijn vooral te vinden in Westfalen, met name in Münster en omgeving.
Ook in Nederland zijn enkele werken van zijn hand te vinden: delen van het klooster van Wittem en de Sint-Agathakerk van Eys zijn tussen 1729 en 1734 naar plannen van Schlaun gebouwd. Omstreeks 1732 was hij betrokken bij een grootscheepse verbouwing van kasteel Neubourg bij Gulpen. De Duitse barokstijl is vrij zeldzaam in Nederland, maar in deze streken zal de toenmalige graaf van het graafschap Wittem, die afkomstig was uit Münster, zeker een rol hebben gespeeld bij de keuze van de architect. Of de Sint-Gerlachuskerk in Houthem, de belangrijkste Nederlandse kerk in de stijl van de Duitse barok, eveneens aan Schlaun kan worden toegeschreven, is twijfelachtig.

## Belangrijkste bouwwerken
- Jezuïetencollege in Büren (1719−1728)
- Schloss Nordkirchen (1724–1734)
- Slot Augustusburg en slot Falkenlust in Brühl (vanaf 1725)
- Kasteel Lembeck (vanaf ca. 1726)
- Redemptoristenklooster te Wittem (1729-1733)
- Sint-Agathakerk in Eys (1732-1734)
- Jachtslot Clemenswerth in Sögel (1737–1747)
- Sint-Clemenskerk, Münster (1745-1748)
- Kasteel en Benedictijnerabdij Iburg, vernieuwbouw kloostergedeelte, rond 1752
- Huis Rüschhaus, Münster (1753-1757)
- Erbdrostenhof, Münster (1755)
- Schloss Beck in Bottrop (1766−1771)
- Prins-bisschoppelijk paleis, Münster (1767-1787)

## Afbeeldingen

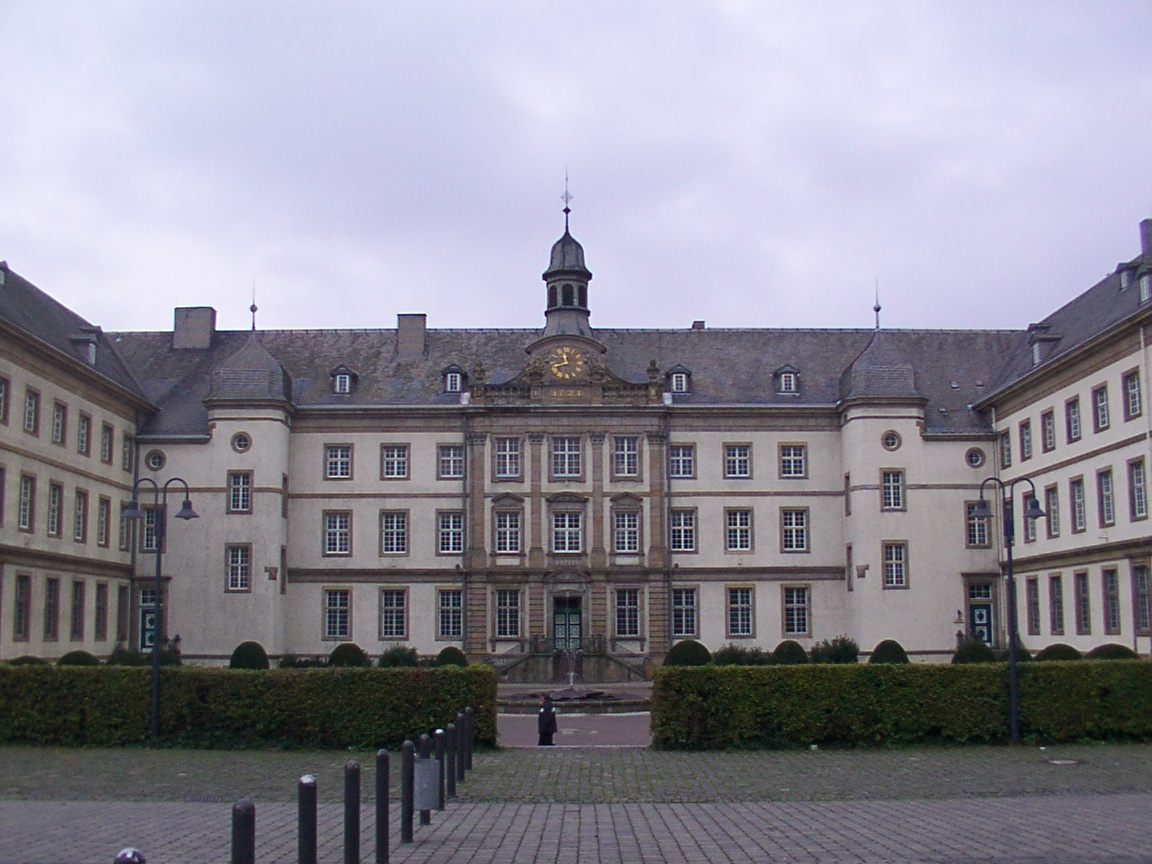
Jezuïetencollege, Büren
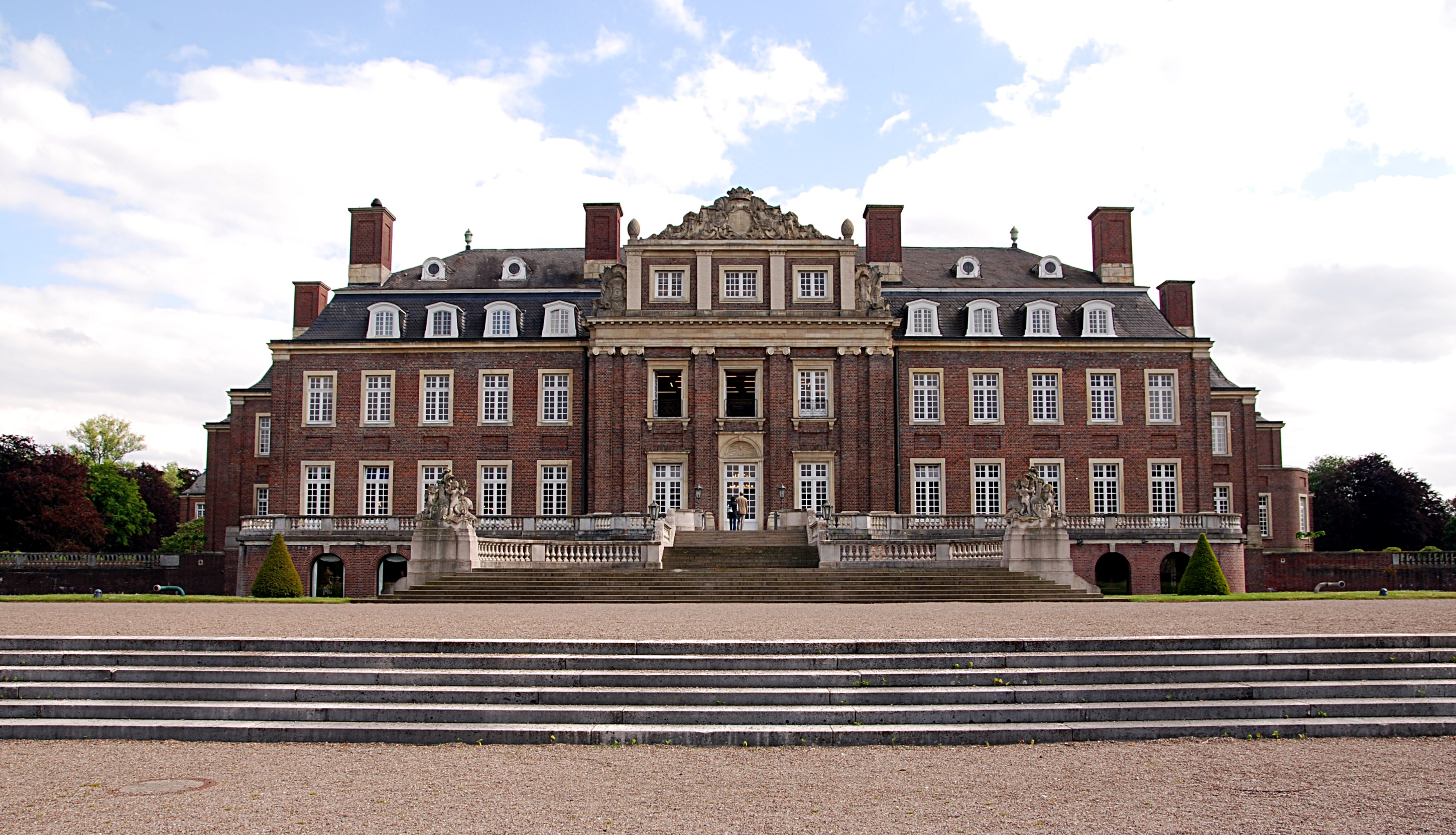
Schloss Nordkirchen
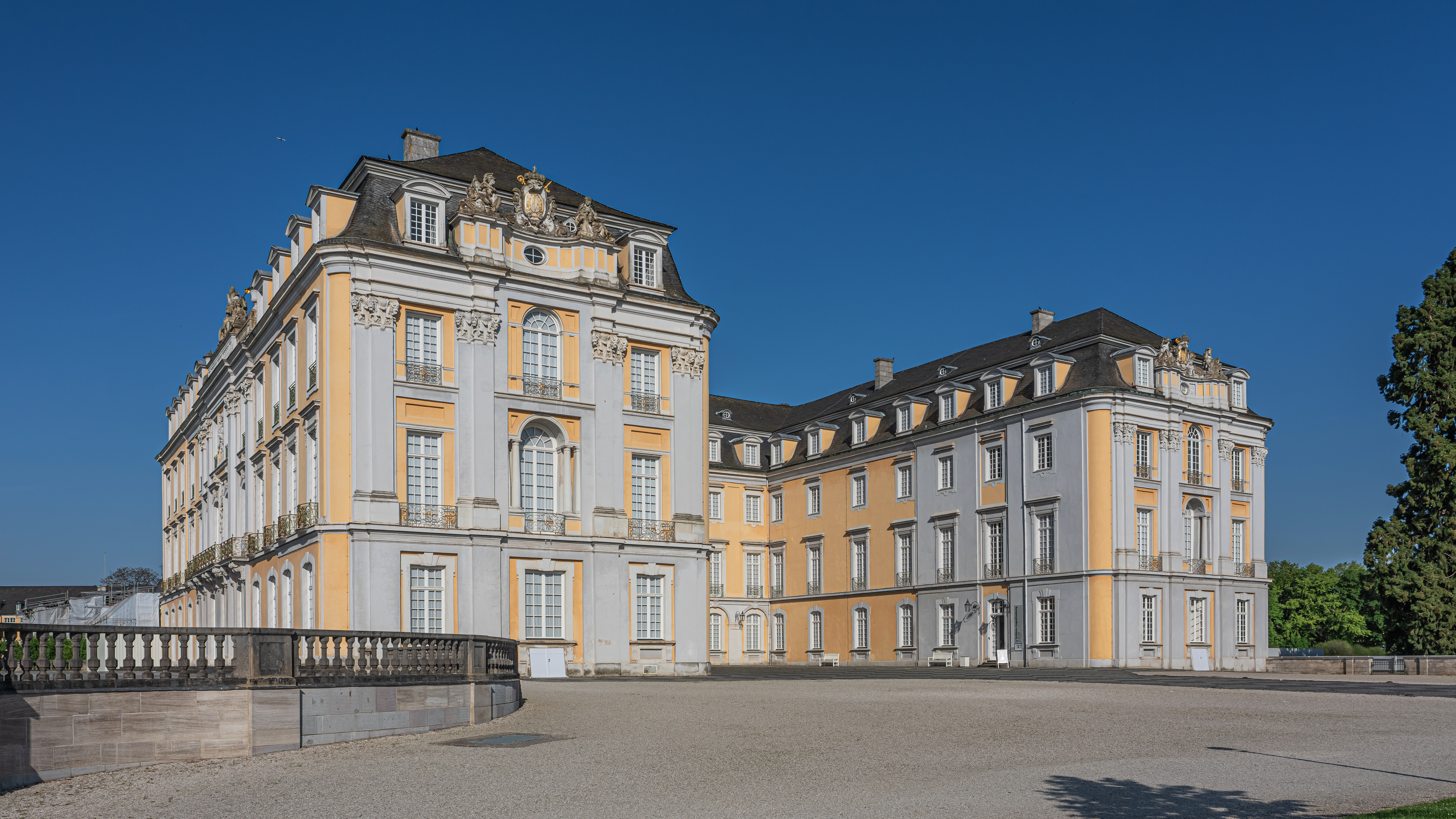
Schloss Augustusburg, Brühl
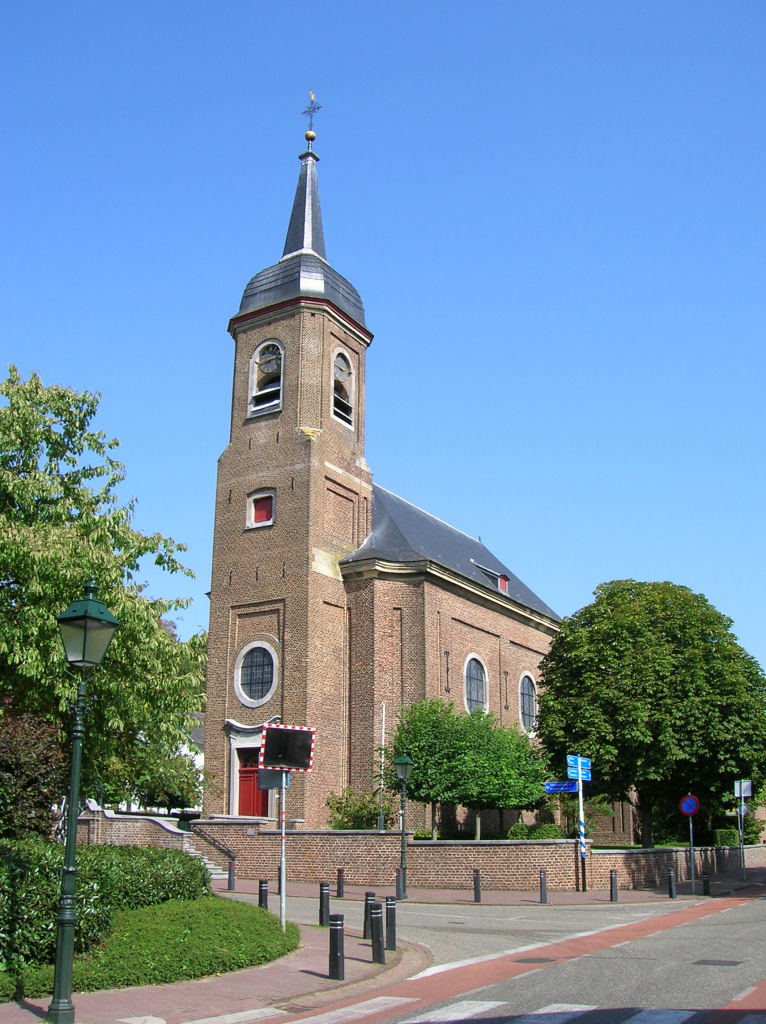
Sint-Agathakerk, Eys
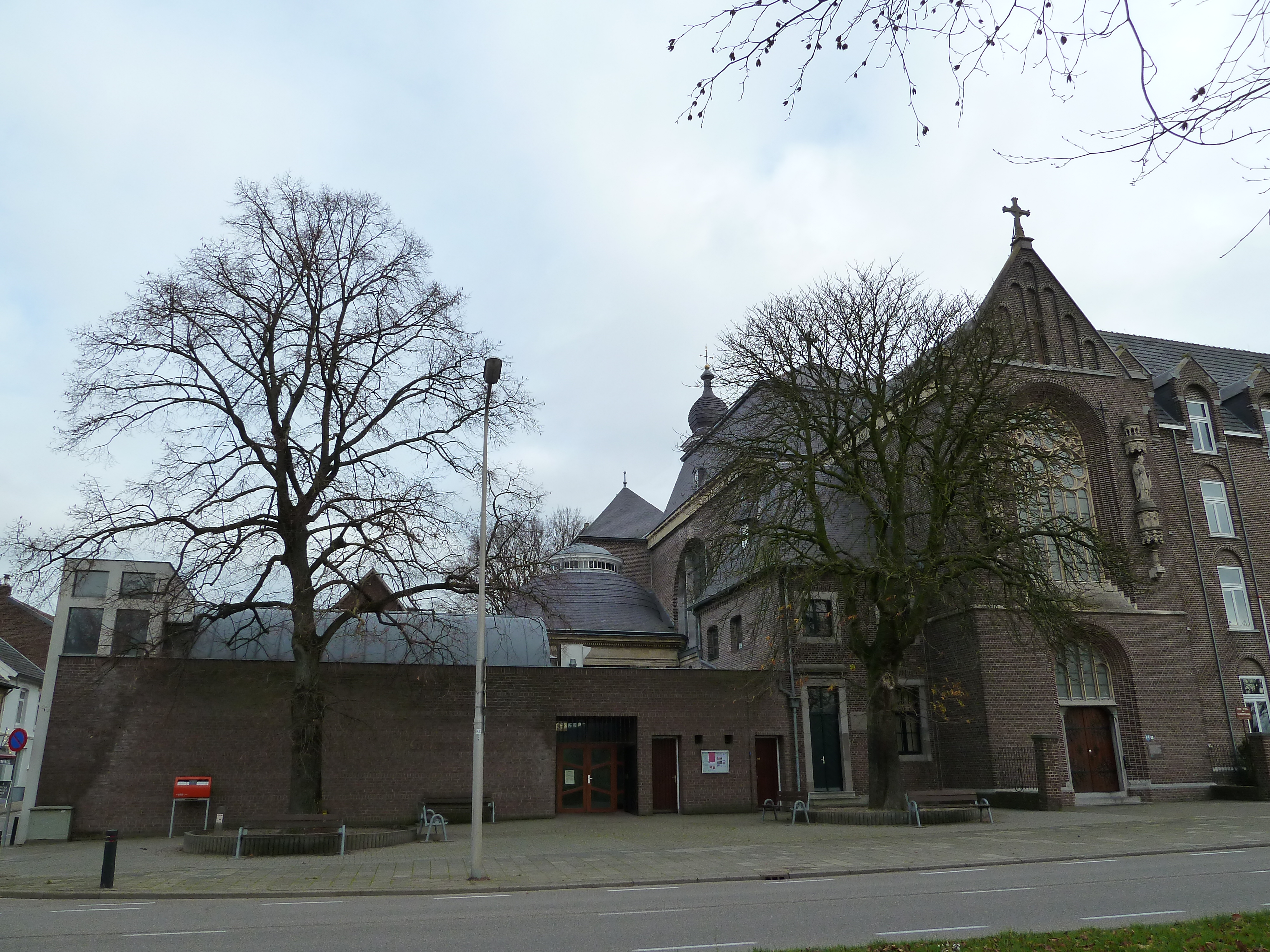
Kloosterkerk, Wittem
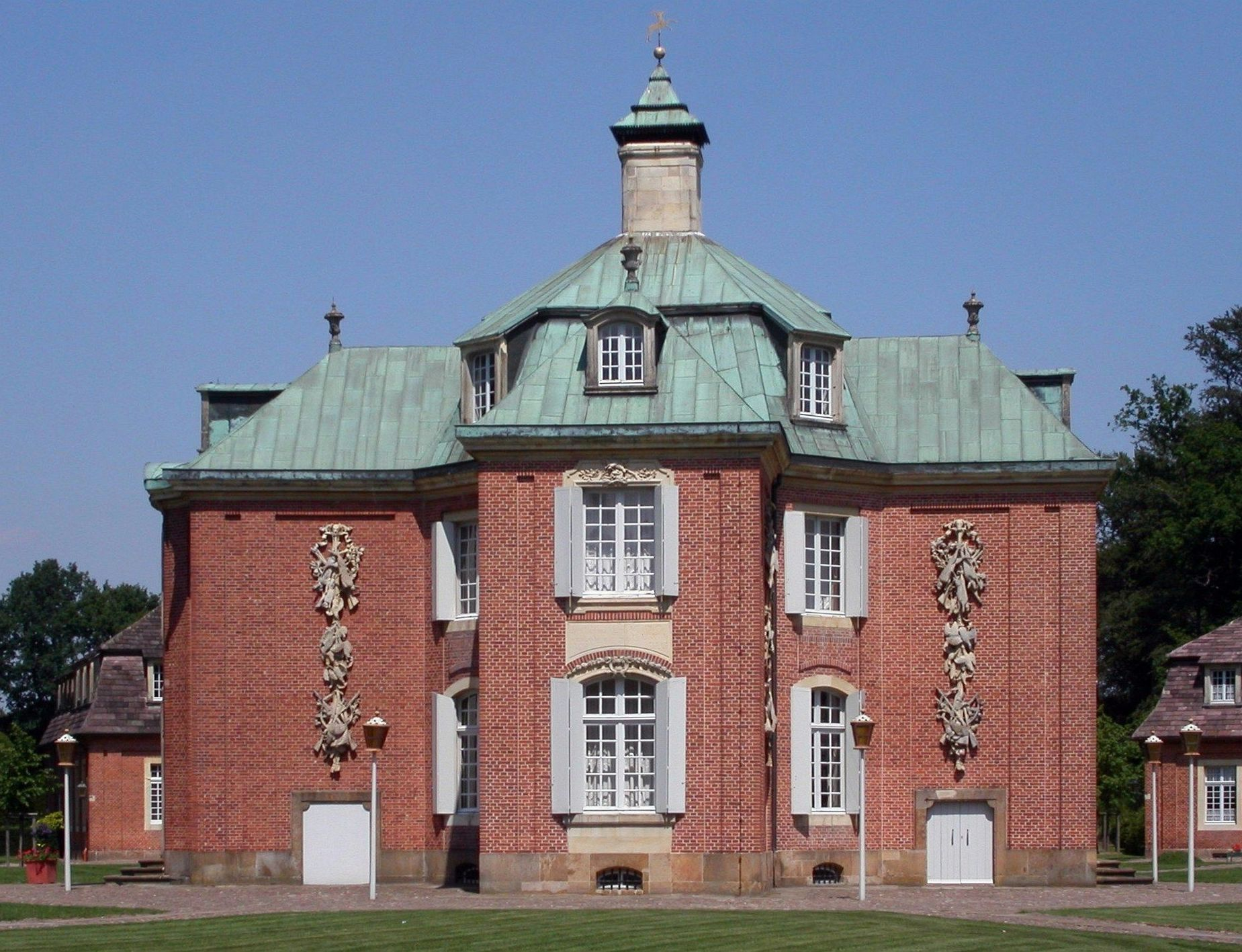
Jachtslot Clemenswerth, Sögel
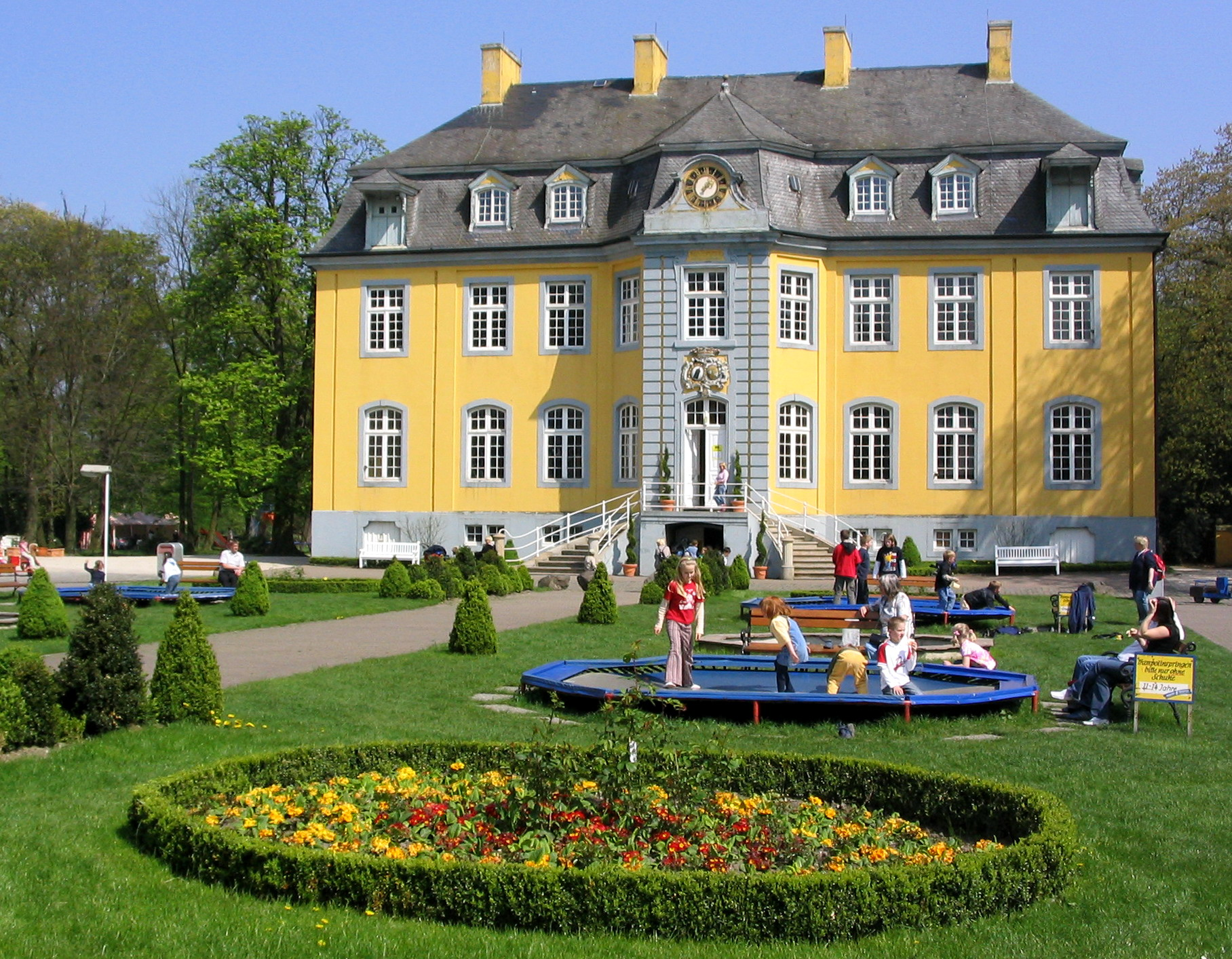
Kasteel Beck, Bottrop
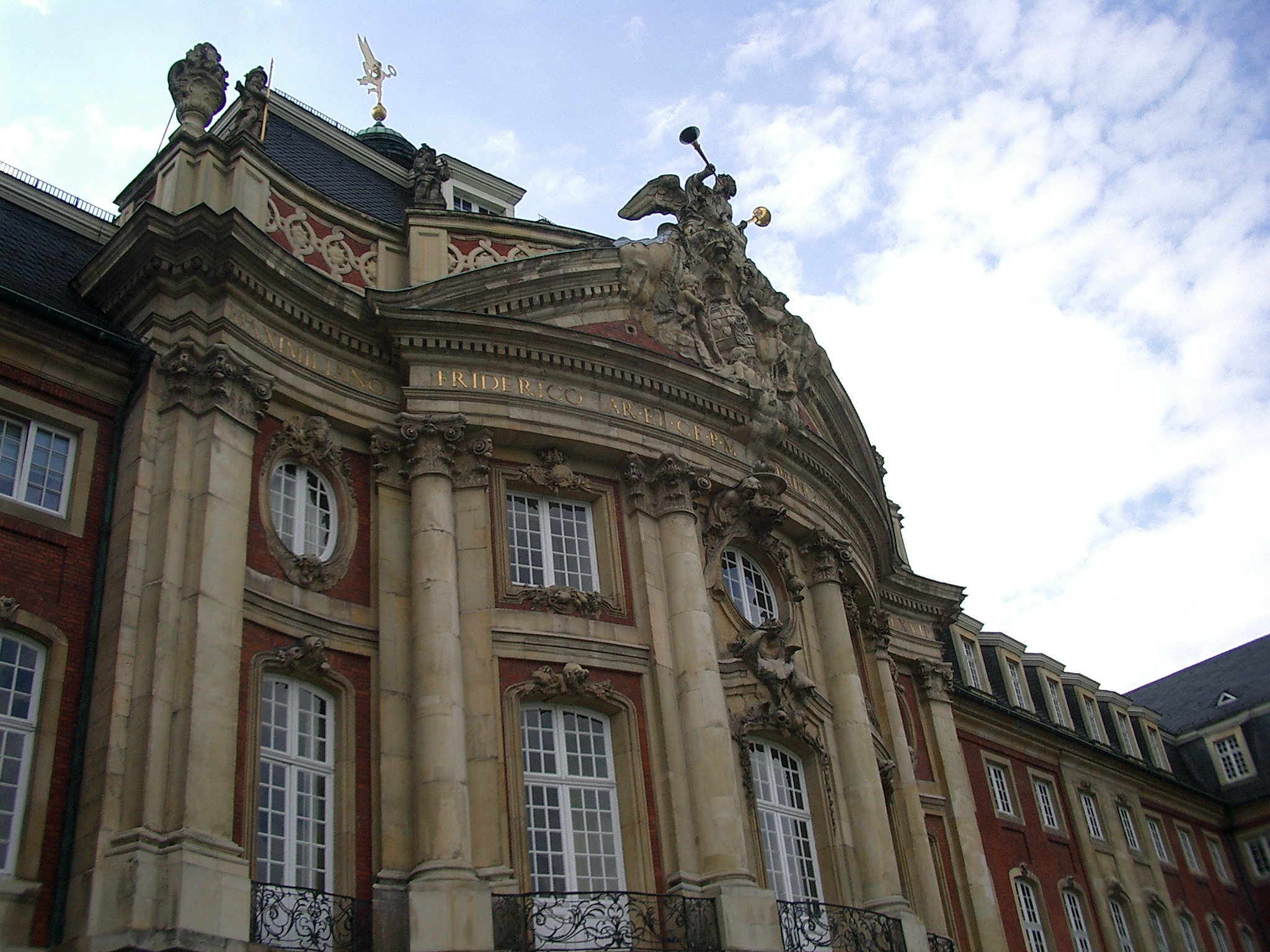
Prins-bisschoppelijk paleis, Münster

- Bibliothèque nationale de France: cb12470989n (data)
- Gemeinsame Normdatei: 118607936
- International Standard Name Identifier: 0000 0000 6630 0023
- Library of Congress Control Number: n84101451
- Nationale Bibliotheek van Tsjechië: uk20181006358
- Nederlandse Thesaurus van Auteursnamen: 071190260
- RKD-Nederlands Instituut voor Kunstgeschiedenis: 115200
- Système universitaire de documentation: 03389941X
- Union List of Artist Names: 500021964
- Virtual International Authority File: 52482194
- WorldCat: E39PBJpdQyyvfVhBDqpmVTRkDq